# Ziziphus havilandii
Ziziphus havilandii es una especie de planta endémica de la isla de Borneo que pertenece a la familia Rhamnaceae. Es una enredadera que crece principalmente en biomas tropicales húmedos.

## Descripción
Es una planta trepadora y espinosa de al menos 30 cm de longitud. Sus hojas están ligeramente decoloradas de un color marrón verdoso, su limbo es asimétrico. Su fruto es una drupa comestible y dulce de color rojo (amarillento al madurar) y suele salir entre los meses de marzo a mayo; y de julio a diciembre. Su flor (de color verde) se recolecta en los meses de enero y febrero; y desde mayo hasta octubre. Es una especie casi amenazada según la UICN, debido a la deforestación de los bosques tropicales en la isla de Borneo.

## Taxonomía
Ziziphus havilandii fue descrita por Henry Nicholas Ridley y publicada en Bulletin of Miscellaneous Information Kew 1931(10): 495, en 1931.

#### Etimología
Véase: Ziziphus
havilandii: epíteto otorgado en honor del botánico inglés George Darby Haviland (1857 – 1901).